# Булис, Янис
Янис Булис (латыш. Jānis Bulis, род. 17 августа 1950, Бриги, Латвийская ССР, СССР) — католический епископ, епископ лиепайский с 8 мая 1991 года по 7 декабря 1995 год, первый епископ резекнеско-аглонский с 7 декабря 1995 года.

## Биография
Янис Булис родился 17 августа 1950 года в населённом пункте Бриги, Латвийская ССР. 22 мая 1977 года был рукоположён в священника.
8 мая 1991 года Римский папа Иоанн Павел II назначил Яниса Булиса епископом Лиепаи. 24 июня 1991 года состоялось рукоположение Яниса Булиса в епископа, которое совершил кардинал Франческо Коласуонно в сослужении с кардиналом Янисом Пуятсом, епископами Янисом Цакулсом и Вильгельмом Нукшсом.
7 декабря 1995 года Янис Булис был назначен епископом Резекненско-Аглонской епархии.

## Награды
- Орден Трёх звёзд II степени (2012 год)[1].
- Командор ордена Заслуг перед Республикой Польша (2005).